# 赤木昭治
赤木 昭治（あかぎ しょうじ、1926年（大正15年） - 2019年（令和元年）5月21日）は、日本の教育者。東京都立園芸高等学校校長を経て、東京農業大学教授。岡山県新見市出身。

## 経歴

### 生い立ち
1926年（大正15年）岡山県新見市に生まれる。地元に近い旧制岡山県立高梁中学（現：岡山県立高梁高等学校）へ進学し、1944年（昭和19年）同校を卒業した。その後、1949年（昭和24年）新制大学制度により、東京農林専門学校から国立東京農工大学に変更となった同大学へ入学する。大学では、羊の飼育法の研究を行っていた。1953年（昭和28年）同大学を卒業し、東京都立農業高等学校へ教諭として赴任した。

### 大学卒業後
都立高校赴任後も東京都府中市の自然調査等や広島大学水畜産学部へ協力を行っていた。その後、長年勤めた都立農業高校から1984年（昭和59年）東京都立園芸高等学校の校長として赴任し、1987（昭和62年）まで同職をつとめた後、高校教諭時代に共同で「緬羊の血清学的体質に関する研究」をしており、縁があった東京農業大学の教授となった。そして、長年教授を務めた後、退官し、2004年（平成16年）母校の東京農工大学日中友好会訪中団長となった。 
東京農工大と中国の関係は深く、1935年から始まる長い歴史を持つ中国人留学生が多数存在し、特に戦後の困難な時期にも学び続け、中国の発展に貢献していた。赤木が訪中団長を務めていた頃には、約200名の中国人留学生が在籍しており、日本国内の国立大学の中でも学生数がトップであった。また、多くの現職の教授が共同研究を行っており、農学や工学の先端技術が研究されている。特に、中国の農業や工業、経済学、環境科学などの分野においては、中国の大学と連携し、重要な研究が行われていた。
赤木は、訪中団長として、かつての中国人の同窓生と2004年9月13から19日の日程で交流し、東京農工大学同窓会訪中10周年の節目に当たる年に、より両国の交流が活発になるよう民間交流を行った。
2019年（令和元年）5月21日、東京にて死去。享年92歳。亡くなる直前の5月20日に瑞宝小綬章を授与された。